# The Coming
The Coming é o álbum de estréia do ex integrante do Leaders of the New School, Busta Rhymes, lançado em 1996 pela Elektra Records. The Coming apresenta os raps dos membros do Def Squad Redman e Keith Murray assim como participações de Q-Tip e a cantora Zhané e diferentes futuros membros do Flipmode Squad. Uma notável canção neste álbum é "Keep It Movin" que apresenta o ex grupo de Busta Leaders of the New School, que marca a última vez que eles fariam uma canção juntos. Apresenta produção de produtores famosos como DJ Scratch, Easy Mo Bee e The Ummah.
The Coming foi um sucesso crítico e comercial para Busta Rhymes. Alcançou o número #6 na tabela da Billboard 200 em 1996 vendendo 124,000 cópias na primeira semana, e desde então recebeu a certificação de platina da RIAA pelas suas vendas. Almusic deu ao álbum uma nota quase perfeita de 4 estrelas e meia de cinco. Stephen Thomas Erlewine do Allmusic diz que "Busta Rhymes nunca teve um mostruário tão impressivo para suas rimas como ele tem em The Coming." Lançou o hit single "Woo Hah!! Got You All in Check" que alcançou o número #8 da tabela da Billboard Hot 100 em 1996. O single foi nomeado para um Grammy Award de Melhor Performance Solo de Rap em 1997 e Steve Huey do Allmusic diz que a canção "Lançou Busta Rhymes para o estrelato na carreira solo." Também acabou lançando outro hit single, "It's a Party" com participação de Zhané. The Coming vendeu até junho de 2009 793,000 cópias, de acordo com a Nielsen SoundScan.

## Faixas
| #  | Título                           | Participação(ões)                                     | Compositor(es)                                                                 | Produtor(es)                 | Samples | Duração |
| -- | -------------------------------- | ----------------------------------------------------- | ------------------------------------------------------------------------------ | ---------------------------- | --- | ------- |
| 1  | "The Coming (Intro)"             | Lord Have Mercy, Rampage                              | Trevor Smith Roger McNair George Spivey Rick St. Hilaire                       | DJ Scratch, Rick St. Hilaire | - Contains sample from "Goin Down" by Ol' Dirty Bastard | 4:31    |
| 2  | "Do My Thing"                    |                                                       | Trevor Smith                                                                   | DJ Scratch                   | | 3:39    |
| 3  | "Everything Remains Raw"         |                                                       | Trevor Smith Osten Harvey                                                      | Easy Mo Bee                  | - Contains sample from "Bess You Is My Woman Now" by Miles Davis, written by George Gershwin, Ira Gershwin and Dubose Heyward                                               | 3:40    |
| 4  | "Abandon Ship"                   | Rampage                                               | Trevor Smith Roger McNair                                                      | Busta Rhymes                 | - Contains sample from "Tell Me How Do You Feel" by Lee Michaels, written by Ray Charles and Percy Mayfield                                                                 | 6:02    |
| 5  | "Woo Hah!! Got You All in Check" |                                                       | Trevor Smith Rashad Smith                                                      | Rashad "Ringo" Smith         | - Contains sample from "Space" by Galt MacDermot, written by Galt McDermot - Contains sample from "8th Wonder" by Sugarhill Gang, written by Cheryl Cook and Ronald LaPread | 4:31    |
| 6  | "It's a Party"                   | Zhané                                                 | Trevor Smith Renee Neufville                                                   | Easy Mo Bee                  | | 4:37    |
| 7  | "Hot Fudge"                      |                                                       | Trevor Smith Marlon King                                                       | The Vibe Chemist Backspin    | | 5:09    |
| 8  | "Ill Vibe"                       | Q-Tip                                                 | Trevor Smith Kamaal Fareed                                                     | The Ummah (Q-Tip)            | - Contains sample of "Dizzy" by Hugo Montenegro, written by Tommy Roe and Freddy Weller                                                                                     | 3:29    |
| 9  | "Flipmode Squad Meets Def Squad" | Jamal, Redman, Keith Murray, Rampage, Lord Have Mercy | Trevor Smith Roger McNair Keith Murray Reggie Noble Jamal Phillips Marlon King | The Vibe Chemist Backspin    | | 8:10    |
| 10 | "Still Shining"                  |                                                       | Trevor Smith James Yancey                                                      | The Ummah (Jay Dee)          | - Contains sample of "Scenario (Remix)" by A Tribe Called Quest | 2:57    |
| 11 | "Keep It Movin'"                 | Leaders of the New School                             | Trevor Smith Bryan Higgins J. Jackson S. Scott James Yancey                    | The Ummah (Jay Dee)          | - Contains sample of "Ecstasy" by Ohio Players | 7:32    |
| 12 | "The Finish Line"                |                                                       | Trevor Smith George Spivey                                                     | DJ Scratch                   | | 5:06    |
| 13 | "The End Of The World (Outro)"   | Spliff Star                                           | Trevor Smith Rick St. Hilaire                                                  | Rick St. Hilaire             | | 2:49    |

## Posição do álbum nas paradas
| Ano  | Álbum      | Posição       | Posição                |
| Ano  | Álbum      | Billboard 200 | Top R&B/Hip Hop Albums |
| ---- | ---------- | ------------- | ---------------------- |
| 1996 | The Coming | 6             | 1                      |

## Posição dos singles nas paradas
| Ano  | Canção                           | Posição           | Posição                          | Posição         | Posição         | Posição                            |
| Ano  | Canção                           | Billboard Hot 100 | Hot R&B/Hip-Hop Singles & Tracks | Hot Rap Singles | Rhythmic Top 40 | Hot Dance Music/Maxi-Singles Sales |
| ---- | -------------------------------- | ----------------- | -------------------------------- | --------------- | --------------- | ---------------------------------- |
| 1996 | "Woo Hah!! Got You All In Check" | 8                 | 6                                | 1               | 24              | 1                                  |
| 1996 | "It's a Party"                   | 52                | 27                               | 7               |                 |                                    |